# Список синглов № 1 в США в 2008 году (Billboard)

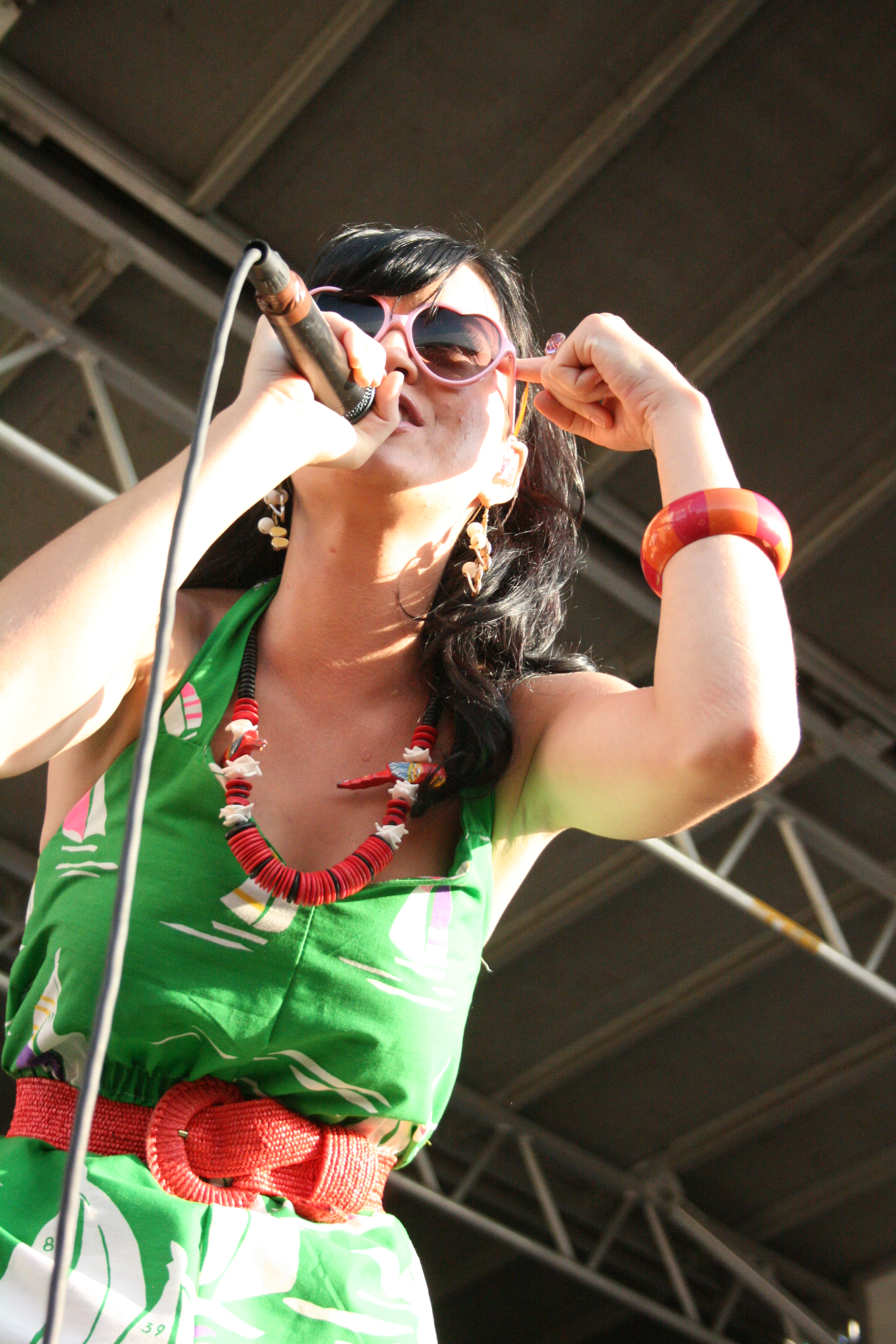
Певица Кэти Перри с её первым № 1 хитом «I Kissed a Girl», который стал юбилейным 1000-м хитом на первом месте за всю рок-историю.

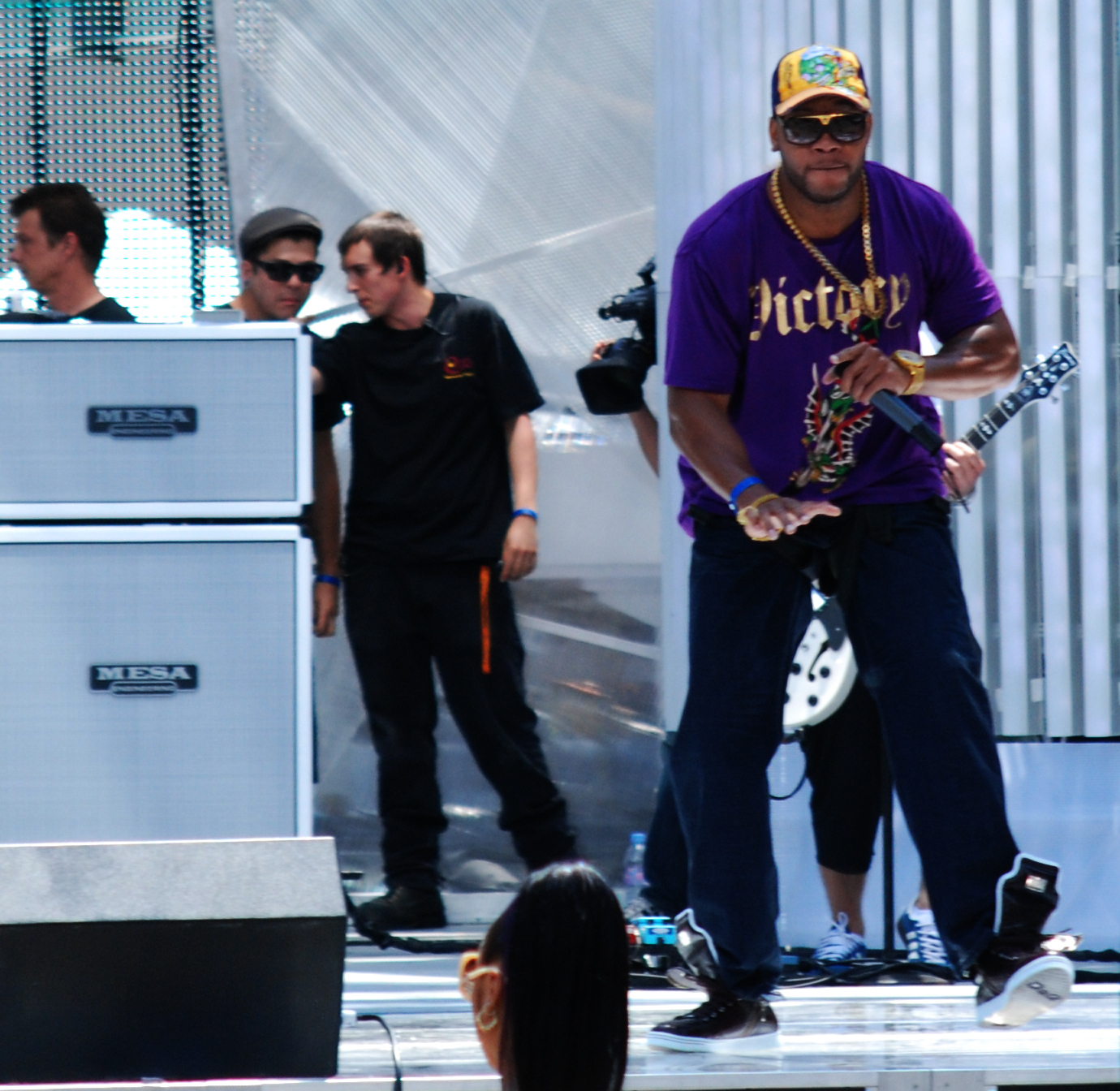
Рэпер Флоу Райда с хитом «Low» featuring T-Pain на 10 недель возглавлял хит-парад.

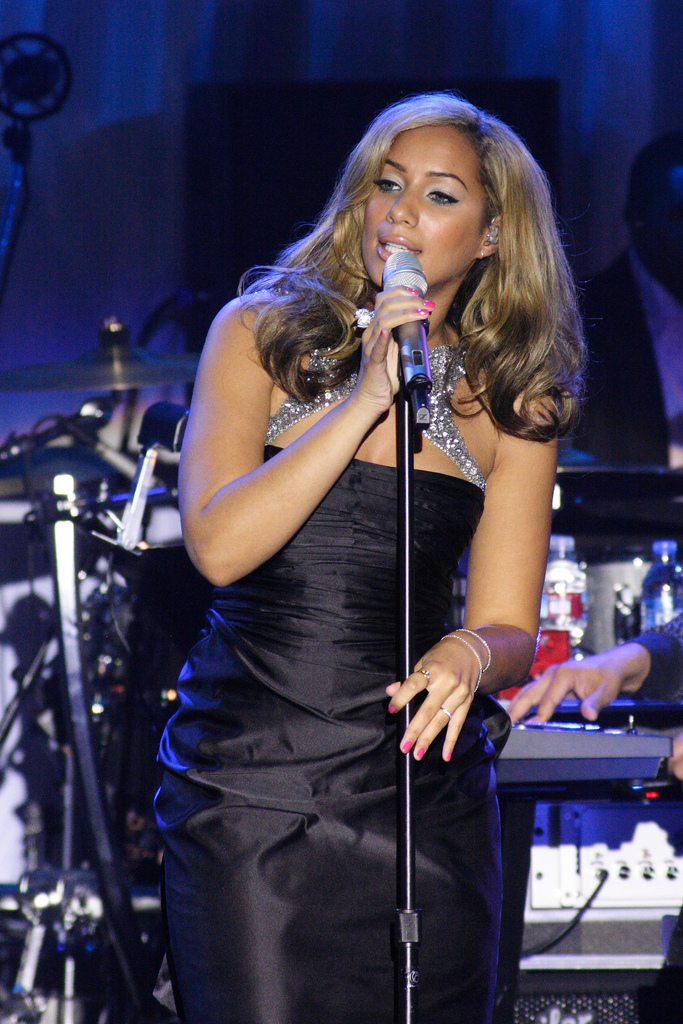
Поп-певица Леона Льюис сразу дебютировала на вершине с первым же своим хитом.

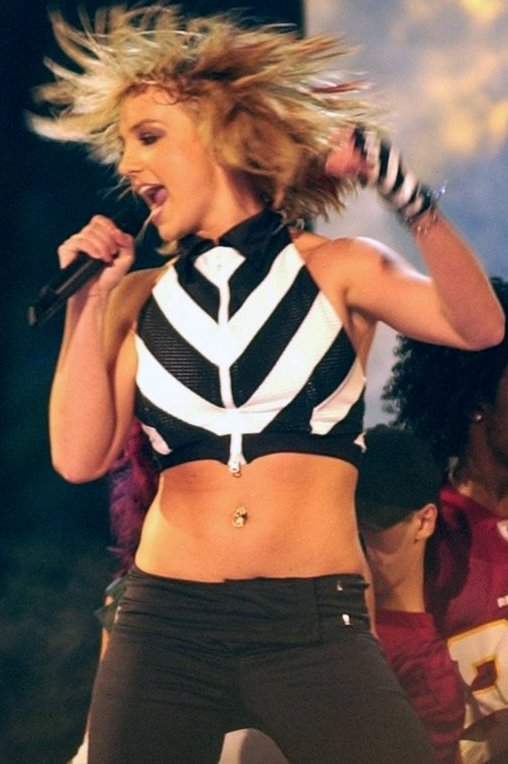
Поп-певица Бритни Спирс во 2-й раз на вершине хит-парада США за десять лет своей карьеры.

Список синглов № 1 в США в 2008 году — включает синглы, возглавлявшие главный хит-парад Северной Америки в 2008 году. В нём учитываются наиболее продаваемые синглы исполнителей США, как на физических носителях (лазерные диски, грампластинки, кассеты), так и в цифровом формате (mp3 и другие). Составляется редакцией старейшего музыкального журнала США Billboard и поэтому называется Billboard Hot 100 («Горячая Сотня» журнала Billboard).
В 2008 году было всего 14 синглов, которые побывали на первом месте за 52 недели года.

## Общие сведения
Американский рэпер Флоу Райда с его хитом «Low» дольше других продержался на первом месте (10 недель подряд). Это лучший за 2 года результат, так как последний раз по 10 недель на 1-м месте удерживался только хит «Irreplaceable» певицы Бейонсе в 2006 году. Сингл «Low» стал по итогам года лучшим в 2008 в США. Среди других хитов подолгу на первом месте задерживались сингл «I Kissed a Girl» певицы Кэти Перри (7 недель на вершине) и сингл «Whatever You Like» рэпера T.I. (также 7 недель).
В 2008 году сразу семь новичков впервые возглавили хит-парад: Флоу Райда, Леона Льюис, Лил Уэйн, Coldplay, Кэти Перри и два певца (Young Jeezy и Static Major) в качестве гостевых на синглах. Рэпер T.I. впервые был главным солистом на своём № 1 хите «Whatever You Like». Он также лидировал по суммарному числу недель (13) на первом месте с учётом синглов «Whatever You Like» и «Live Your Life» (последний был 6 недель на 1-м месте). Певица Рианна три раза побывала на первом месте (один раз как лидер сингла на «Live Your Life»; в сумме 9 недель), а рэпер T.I. лидировал дважды.
Рекордный прыжок по чарту Billboard Hot 100 совершил хит «Womanizer» певицы Бритни Спирс, который с места № 96 сразу попал на первое место. Для Бритни он стал вторым синглом на вершине чарта за почти десятилетие.
- Поп-певица Мэрайя Кэри уже в 18-й раз в своей карьере возглавила главный хит-парад США с синглом «Touch My Body», достигнув по этому показателю рекорда, которым с 1955 года обладает Элвис Пресли[16][17]. С учётом не только солистов, но и групп, впереди них только группа The Beatles с 21 синглом № 1.
- Певица Леона Льюис с синглом «Bleeding Love» стала третьей британской исполнительницей на вершине американского чарта Billboard Hot 100, которая с первым же своим дебютным синглом стала здесь лидером за всю рок-эру[18].
- Сингл Кэти Перри «I Kissed a Girl» стал юбилейным 1000-м хитом на первом месте журнала за всю полувековую историю[12]. Эту песню (№ 1 в течение 7 летних недель) критики назвали 2008’s Song of the Summer[19][20][21][22].

## Список синглов № 1
| Дата        | Песня                              | Исполнитель                        | Ссылка        |
| ----------- | ---------------------------------- | ---------------------------------- | ------------- |
| 5 января    | «Low»                              | Flo Rida при участии T-Pain        | [ 8 ]         |
| 12 января   | «Low»                              | Flo Rida при участии T-Pain        | [ 23 ]        |
| 19 января   | «Low»                              | Flo Rida при участии T-Pain        | [ 24 ]        |
| 26 января   | «Low»                              | Flo Rida при участии T-Pain        | [ 25 ]        |
| 2 февраля   | «Low»                              | Flo Rida при участии T-Pain        | [ 26 ]        |
| 9 февраля   | «Low»                              | Flo Rida при участии T-Pain        | [ 27 ]        |
| 16 февраля  | «Low»                              | Flo Rida при участии T-Pain        | [ 28 ]        |
| 23 февраля  | «Low»                              | Flo Rida при участии T-Pain        | [ 29 ]        |
| 1 марта     | «Low»                              | Flo Rida при участии T-Pain        | [ 30 ]        |
| 8 марта     | «Low»                              | Flo Rida при участии T-Pain        | [ 4 ]         |
| 15 марта    | «Love in This Club»                | Ашер при участии Young Jeezy       | [ 31 ]        |
| 22 марта    | «Love in This Club»                | Ашер при участии Young Jeezy       | [ 32 ]        |
| 29 марта    | «Love in This Club»                | Ашер при участии Young Jeezy       | [ 33 ]        |
| 5 апреля    | «Bleeding Love»                    | Леона Льюис                        | [ 9 ]         |
| 12 апреля   | «Touch My Body»                    | Мэрайя Кэри                        | [ 16 ] [ 17 ] |
| 19 апреля   | «Touch My Body»                    | Мэрайя Кэри                        | [ 34 ]        |
| 26 апреля   | «Bleeding Love»                    | Леона Льюис                        | [ 35 ]        |
| 3 мая       | «Lollipop»                         | Lil Wayne при участии Static Major | [ 10 ]        |
| 10 мая      | «Bleeding Love»                    | Леона Льюис                        | [ 36 ]        |
| 17 мая      | «Bleeding Love»                    | Леона Льюис                        | [ 37 ]        |
| 24 мая      | «Take a Bow»                       | Рианна                             | [ 38 ] [ 39 ] |
| 31 мая      | «Lollipop»                         | Lil Wayne при участии Static Major | [ 40 ]        |
| 7 июня      | «Lollipop»                         | Lil Wayne при участии Static Major | [ 41 ]        |
| 14 июня     | «Lollipop»                         | Lil Wayne при участии Static Major | [ 42 ]        |
| 21 июня     | «Lollipop»                         | Lil Wayne при участии Static Major | [ 43 ]        |
| 28 июня     | «Viva la Vida»                     | Coldplay                           | [ 11 ] [ 44 ] |
| 5 июля      | «I Kissed a Girl»                  | Кэти Перри                         | [ 12 ] [ 45 ] |
| 12 июля     | «I Kissed a Girl»                  | Кэти Перри                         | [ 46 ]        |
| 19 июля     | «I Kissed a Girl»                  | Кэти Перри                         | [ 47 ]        |
| 26 июля     | «I Kissed a Girl»                  | Кэти Перри                         | [ 48 ]        |
| 2 августа   | «I Kissed a Girl»                  | Кэти Перри                         | [ 49 ]        |
| 9 августа   | «I Kissed a Girl»                  | Кэти Перри                         | [ 50 ]        |
| 16 августа  | «I Kissed a Girl»                  | Кэти Перри                         | [ 51 ]        |
| 23 августа  | «Disturbia»                        | Рианна                             | [ 52 ]        |
| 30 августа  | «Disturbia»                        | Рианна                             | [ 53 ]        |
| 6 сентября  | «Whatever You Like»                | T.I.                               | [ 13 ]        |
| 13 сентября | «Whatever You Like»                | T.I.                               | [ 54 ]        |
| 20 сентября | «Whatever You Like»                | T.I.                               | [ 55 ]        |
| 27 сентября | «So What»                          | Пинк                               | [ 56 ]        |
| 4 октября   | «Whatever You Like»                | T.I.                               | [ 57 ]        |
| 11 октября  | «Whatever You Like»                | T.I.                               | [ 58 ]        |
| 18 октября  | «Live Your Life»                   | T.I. при участии Рианна            | [ 59 ]        |
| 25 октября  | «Womanizer»                        | Бритни Спирс                       | [ 60 ] [ 61 ] |
| 1 ноября    | «Whatever You Like»                | T.I.                               | [ 62 ]        |
| 8 ноября    | «Whatever You Like»                | T.I.                               | [ 7 ]         |
| 15 ноября   | «Live Your Life»                   | T.I. при участии Rihanna           | [ 63 ]        |
| 22 ноября   | «Live Your Life»                   | T.I. при участии Rihanna           | [ 64 ]        |
| 29 ноября   | «Live Your Life»                   | T.I. при участии Rihanna           | [ 65 ]        |
| 6 декабря   | «Live Your Life»                   | T.I. при участии Rihanna           | [ 66 ]        |
| 13 декабря  | «Single Ladies (Put a Ring on It)» | Бейонсе                            | [ 67 ]        |
| 20 декабря  | «Live Your Life»                   | T.I. при участии Rihanna           | [ 14 ]        |
| 27 декабря  | «Single Ladies (Put a Ring on It)» | Beyoncé                            | [ 68 ]        |